# 华丰镇 (宁阳县)
华丰镇是中国山东泰安市宁阳县下属的一个镇，面积119平方公里，总人口9.26万人，下辖62个村民委员会。
华丰镇周朝时为鲁国辖地，春秋时期为鲁国权臣孟孙氏的统治中心成邑。清宣统元年（1909年），济宁商人在当地开办煤窑，取名“华丰煤矿分司”，1938年日本占领矿区，以“华丰煤矿”为名，“华丰”之名此后沿用至今。华丰境内古迹主要有建于金代的灵山寺和宋朝陶瓷磁窑遗址。